# Cephalotes fiebrigi
Cephalotes fiebrigi är en myrart som först beskrevs av Auguste-Henri Forel 1906.  Cephalotes fiebrigi ingår i släktet Cephalotes och familjen myror. Inga underarter finns listade.

## Bildgalleri

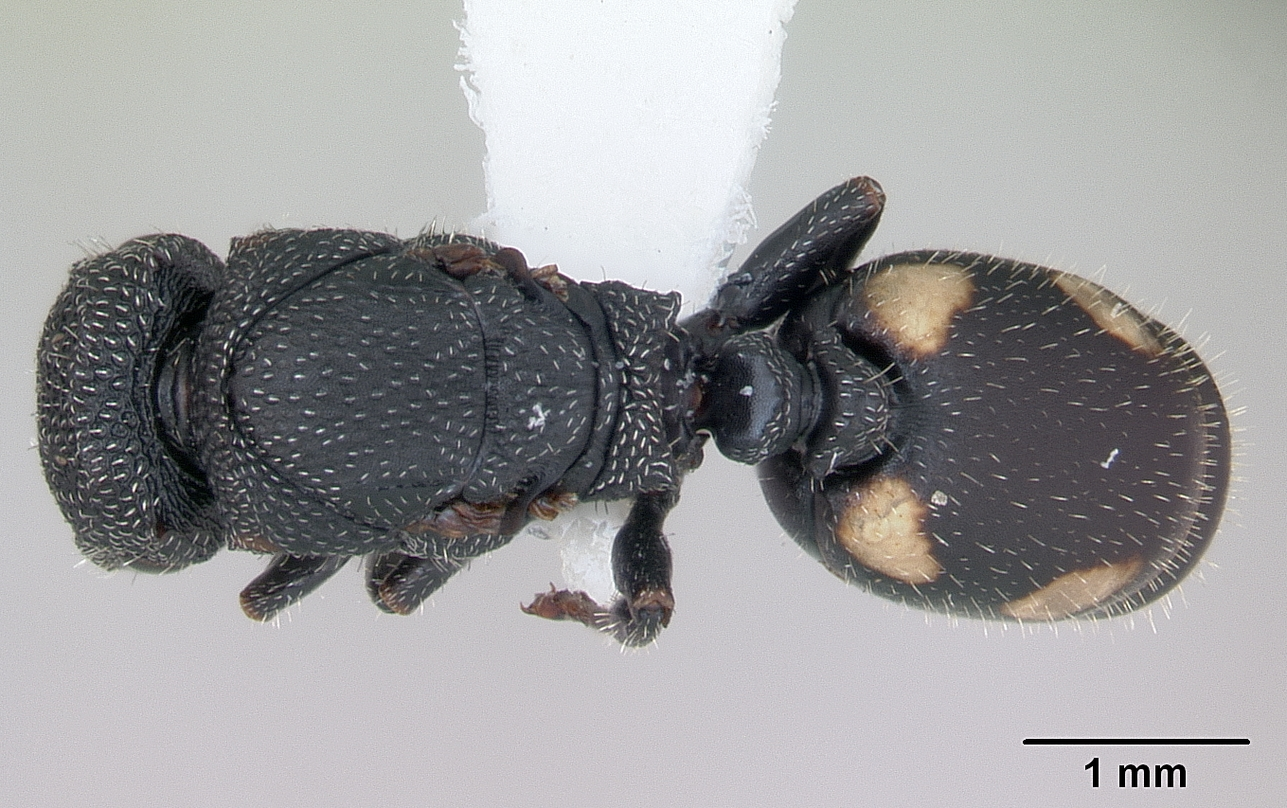
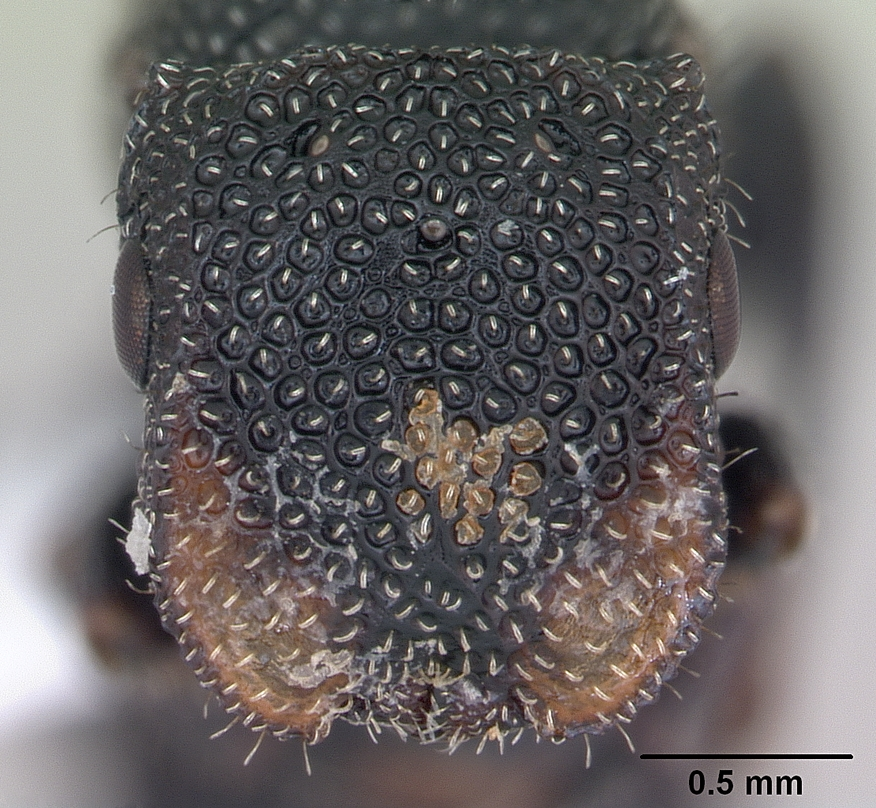
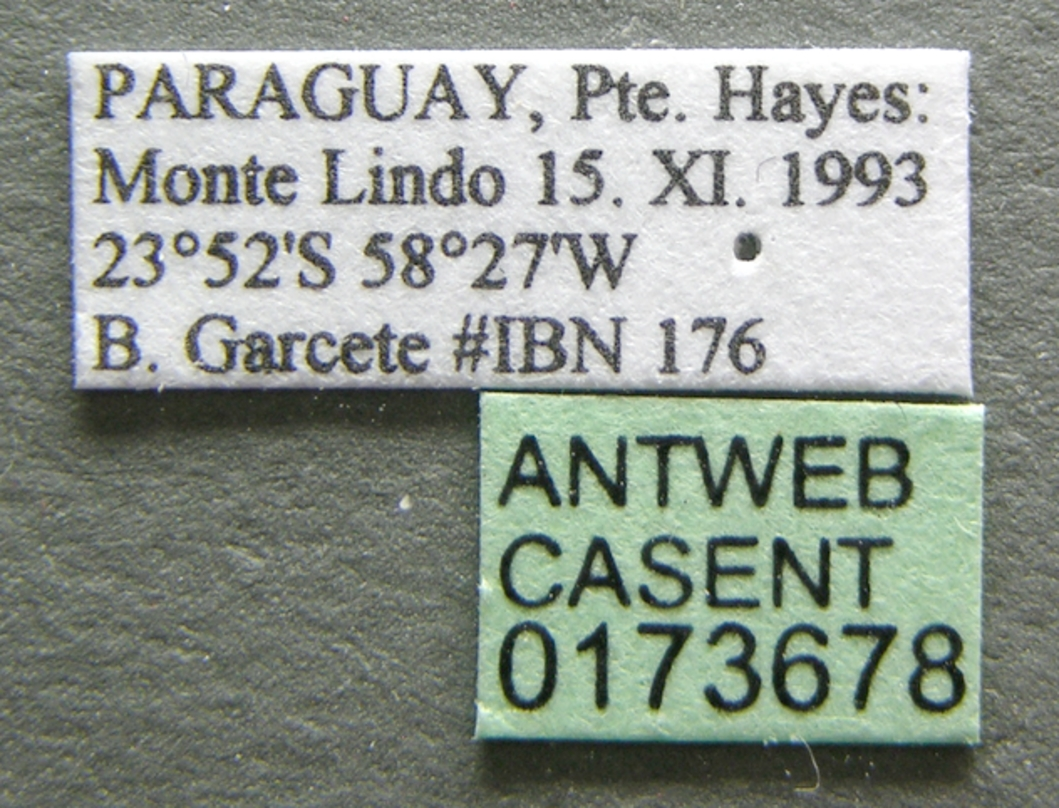
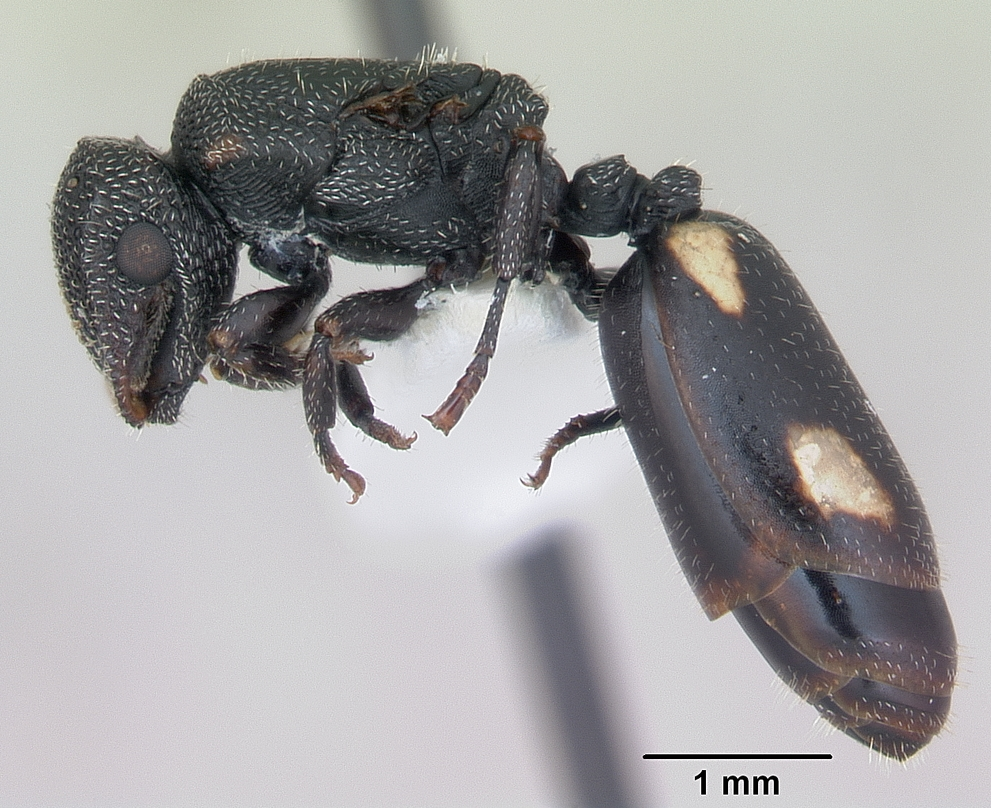
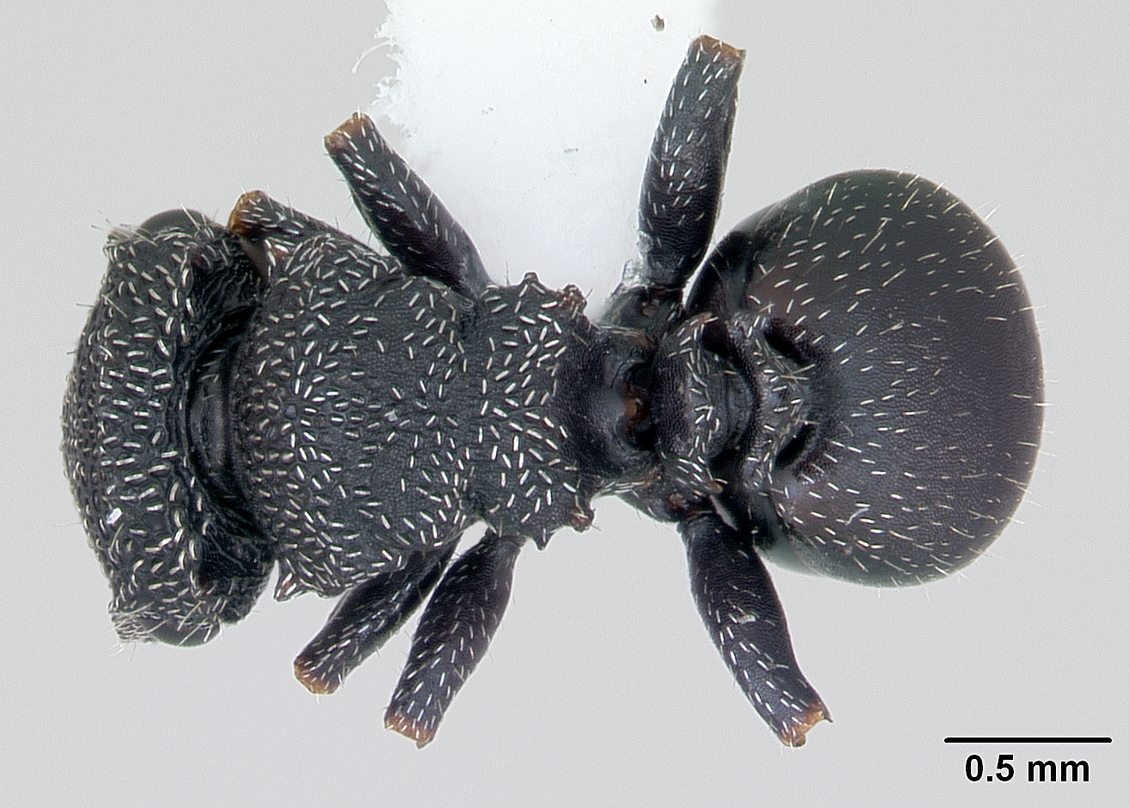
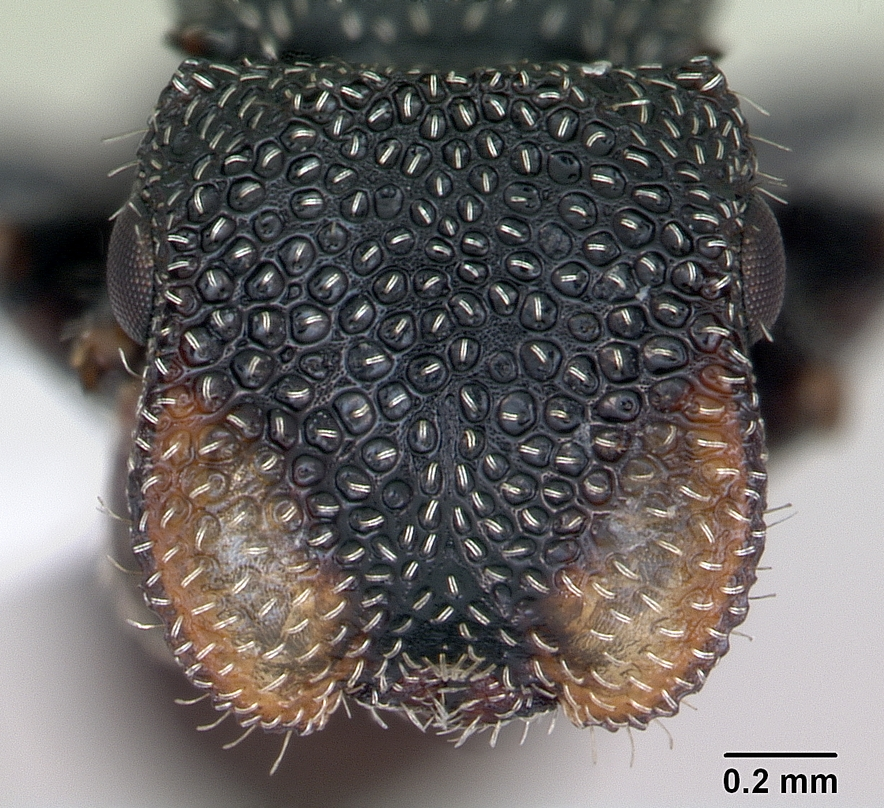